# Urnula
Urnula — рід грибів родини Sarcosomataceae. Назва вперше описана 1849 року. Гриби цієї родини мають темні (чорні або коричневі) плодові тіла чашоподібної форми. За способом живлення сапротрофи або паразити.

## Класифікація
До роду Urnula відносять 25 видів:
- Urnula campylospora
- Urnula craterium
- Urnula geaster
- Urnula groenlandica
- Urnula hartii
- Urnula helvelloides
- Urnula hiemalis
- Urnula lusitanica
- Urnula mediterranea
- Urnula megalocrater
- Urnula melastoma
- Urnula mexicana
- Urnula microcrater
- Urnula minor
- Urnula padeniana
- Urnula philippinarum
- Urnula platensis
- Urnula pouchetii
- Urnula rhytidia
- Urnula rugosa
- Urnula terrestris
- Urnula torrendii
- Urnula versiformis
- Urnula viridirubescens